# Olimán
Olimán, As del deporte, va ser un quadern d'aventures i una sèrie de còmics, obra de José Pérez Fajardo, publicat per la valenciana Editorial Maga entre 1961 i 1963, amb 105 números publicats. Va ser un dels últims èxits de l'editorial.

## Trajectòria editorial
Després del sonat fracàs d'Atletes (1958), Maga va esperar el moment propici per llançar la seva segona sèrie de temàtica esportiva, un any abans de la Copa Mundial de Futbol de 1962. Per augmentar el seu atractiu comercial, l'última pàgina de "Olimán" incloïa fotografies de jugadors de futbol susceptibles de ser col·leccionats i va crear també un Club Olimán, amb sortejos quinzenals de premis, que els seus resultats només es podien conèixer si s'adquiria la col·lecció quinzenal Olimán Extra. No va tenir, no obstant això, cap almanac, ja que Maga havia abandonat aquesta modalitat editorial a principis dels seixanta. Després de la seva finalització, Maga va llançar una seqüela titulada Seleccions Esportives Maga, que no va superar els 12 exemplars.

## Valoració
Per al crític Pedro Porcel Torrens, "Olimán" és una sèrie poc original en la qual només destaquen alguns quaderns solts, com el número 65 (Campo de entreno).